# Bestimmte Negation
Bestimmte Negation ist ein von Georg Wilhelm Friedrich Hegel geprägter Begriff, der vornehmlich in der Marx’schen Ideologiekritik und Kritischen Theorie verwendet wird. Während die „bestimmte Negation“ eines Gegenstands oder Themas zwischen seinen positiven und negativen Seiten unterscheidet, verwirft eine totale oder „abstrakte Negation“ beide Seiten in toto, schüttet „das Kind mit dem Bade“ aus. 

Hegel entwickelte den Begriff in der Unterscheidung von Nichts als Gegensatz zum reinen Sein und Nichts als Gegensatz von Etwas. Nichts als Gegensatz von Etwas bezeichnete er als bestimmte Negation. Diese hat per definitionem einen (positiven) Inhalt und ist ein neuer Begriff. So ist Kälte eine bestimmte Negation von Wärme. Die bestimmte Negation wird von Hegel folgerichtig auch als Positivität begriffen. Damit ist gemeint, dass die Existenz der einen Sache von der anderen abhängig ist, aber zugleich kann man auch sagen, dass die eine Sache nicht ohne die andere empfunden, bzw. auch wahrgenommen würde.
„Dass die Philosophie Hegels von Anfang an der bestimmende Kontext der theoretischen Entwürfe von Marx gewesen ist, zeigt bereits seine Dissertation von 1841, in der er sich Rechenschaft ablegt von deren alle philosophischen Neuansätze der 1830er Jahre bestimmenden Monumentalität wie von ihrer hermetischen Gestalt.“
So ist für Marx die bestimmte Negation des Kapitalismus nicht die Vernichtung der damals modernen Maschinerie, die die Arbeitslosigkeit in einigen Branchen verursachte, sondern ihre Verwendung im gesamtgesellschaftlichen Interesse der Verkürzung des Arbeitstages.
Für Theodor W. Adorno ist die bestimmte Negation ein Schlüsselbegriff seiner Philosophie und Gesellschaftskritik. Er verwendet ihn gleichbedeutend mit Ideologiekritik.
Das lässt sich auch daraus erklären, dass die Marx‘sche Lehre von Basis und Überbau eine Abhängigkeit bestimmter Wahrnehmungsstrukturen an wieder andere Gesellschaftszustände koppelt, z. B. die Produktionsverhältnisse, woraus bestimmte Vorurteile resultieren. Diese Vorurteile entsprechen dann schließlich einer bestimmten Ideologie, die dann auch eventuell kritisiert werden kann.
Als gesellschaftlich ohnmächtig gilt Adorno auch, folgerichtig, eine Kritik, die allgemein bleibt, sich nicht auf den jeweiligen Tatbestand einlässt und diese Abhängigkeiten nicht berücksichtigt. So kritisiert er Friedrich Nietzsche wegen dessen „abstrakter Negation der Moral“: nicht die Abschaffung der Moral kann das Ziel sein, sondern eine andere Moral. Das Negierte sollte durch die Negation nicht ausgelöscht, sondern in einer neuen Form „aufgehoben“ werden. Auch sollte durch konkrete Bezeichnung und bestimmte Negierung des „Falschen“ indirekt auf das verwiesen werden, „was sein soll“. In diesem Sinne hat Adorno viele der Aphorismen seiner Minima Moralia formuliert.

Wolfgang Fritz Haug sah es so:
„Der Sozialismus ist wissenschaftlich oder er ist nicht. Andererseits kann nur der Sozialismus den humanistischen Charakter der Wissenschaft gewährleisten. Mit Marcuse müßte man den Begriff repressiver Unmittelbarkeit prägen, ihn aber nicht allein auf die Triebe, sondern zuvor auf die ‚kritische Theorie‘ selbst anwenden. Denn wenn die Kritik ihre Form, historische Arbeit zu sein, abstreift und sich gehen läßt in abstrakt-totale Negation, bleibt sie innerhalb der Unfreiheit stehen.“